# Meridianbogen Großenhain-Kremsmünster-Pola
Der Meridianbogen Großenhain-Kremsmünster-Pola war ein Ende des 19. Jahrhunderts durchgeführtes Großprojekt der mitteleuropäischen Gradmessung unter Federführung Österreich-Ungarns. Die etwa 700 km lange Triangulationskette von Sachsen über Böhmen, Oberösterreich und Steiermark bis zur Adria diente dem Ziel, die genaue Form des Geoids in einem Nord-Süd-Profil zu bestimmen.
Die geodätischen Messungen wurden mit damals modernsten Methoden und Instrumenten durchgeführt und auch in die einzelnen Landesvermessungen der beteiligten Kronländer integriert. Darüber hinaus war eine rechnerische Verbindung der einzelnen Höhensysteme vorgesehen, wurde aber erst durch spätere Projekte vollendet. Die hauptsächlich tätigen Organisationen waren das Wiener militärgeografische Institut (für Böhmen, Österreich und das adriatische Küstenland) und das Königlich Preußische Geodätische Institut (für Sachsen) in Potsdam, das auch eine kleine Geoidstudie im Gebiet des Harzes beisteuerte.

## Sächsisches Netz und Großenhainer Grundlinie
Während die geometrische Bestimmung der Dreiecks-Doppelkette durch Präzisions-Winkelmessung mit großen Triangulationstheodoliten erfolgte, wurde der Netzmaßstab durch mehrere lange Basislinien bestimmt, von denen die nördlichste als Großenhainer Grundlinie auch der sächsischen Landesvermessung zugrunde gelegt wurde. Zwischen ihren beiden Endpunkten erfolgte die Basismessung (Längenmessung mit echt 6-stelliger Genauigkeit) unter Verwendung des Besselschen Messapparates; ihr Resultat war 8.908,648 Meter. Von der Basis ausgehend wurde diese Strecke auf die Dreiecksseite Collm – Keulenberg übertragen und damit der Maßstab des ganzen Dreiecksnetzes bestimmt.

## Böhmisches und österreichisches Netz
Die Länge der doppelten Punktkette in Böhmen (heute Tschechien) beträgt etwa 2 × 250 km. Die 15 Netzpunkte erster Ordnung wurden bei Dablitz (nördlich von Prag) und bei Kameik durch den zusätzlichen Punkt einer Verbindungskette und 2 × 3 Visuren versteift.
Der im Süden anschließende Netzteil (Oberösterreich und Steiermark) besteht aus 10 Netzpunkten und verläuft als ebenfalls versteifte Doppelkette über etwa 2 × 200 km.

## Netz durch Slowenien und das adriatische Küstenland
Der südlichste Teil des Meridianbogens verläuft von der Drau über Laibach (heute Slowenien) zur Halbinsel Istrien und endete an der Marine-Sternwarte Pola. Er umfasst 7 Punkte (plus einem nahe der steirischen Grenze).